# خوسيه أنطونيو دافيلا
خوسيه أنطونيو دافيلا (بالإنجليزية: José Antonio Dávila)‏ هو شاعر أمريكي، ولد في 7 أكتوبر 1898 في بايامون في الولايات المتحدة، وتوفي بنفس المكان في 4 ديسمبر 1941.